# NGC 4725
NGC 4725 (również PGC 43451 lub UGC 7989) – galaktyka spiralna z poprzeczką (SBab/P), znajdująca się w gwiazdozbiorze Warkocza Bereniki. Odkrył ją William Herschel 10 kwietnia 1785 roku. Należy do galaktyk Seyferta typu 2.

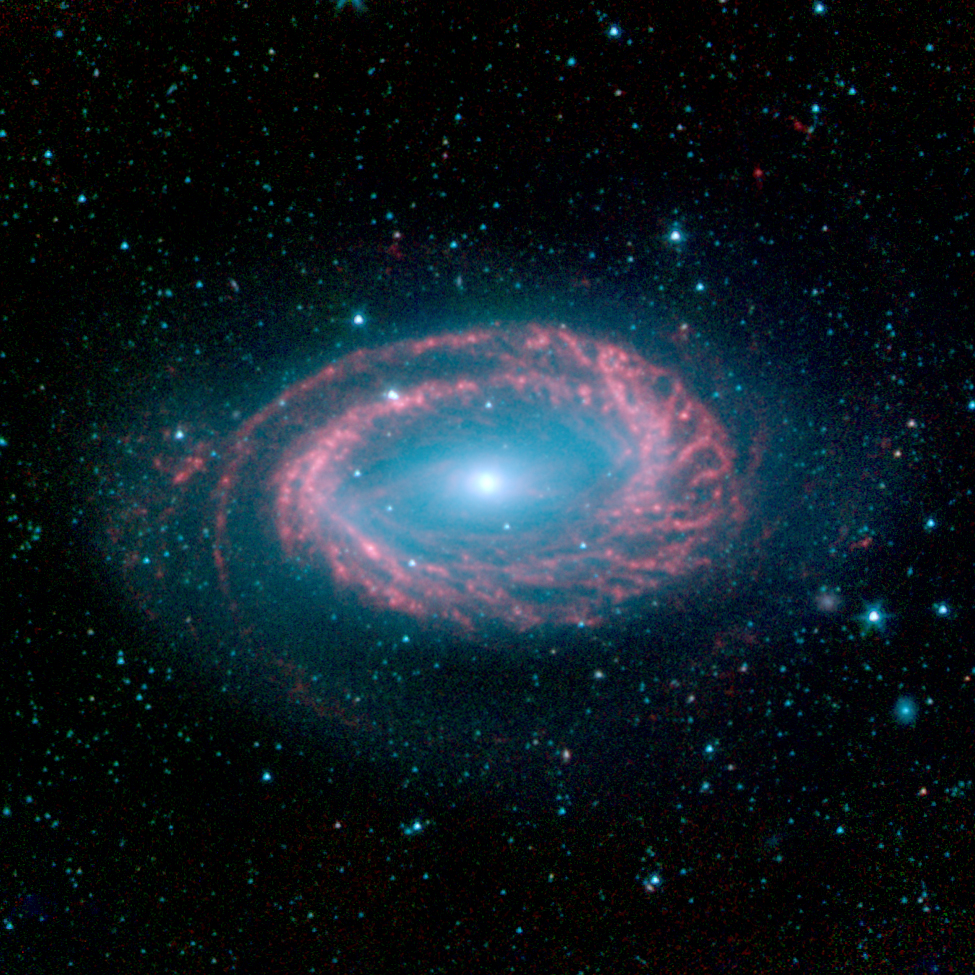
Zdjęcie w podczerwieni, wykonane przez Kosmiczny Teleskop Spitzera

W galaktyce zaobserwowano supernowe: SN 1940B, SN 1969H i SN 1999gs. Kolejny zgłoszony przypadek supernowej (wstępnie oznaczony SN 1987E) okazał się w rzeczywistości gwiazdą pierwszego planu (czyli położoną w naszej Galaktyce).